# 쿠커스주

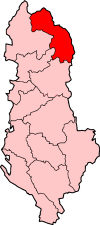
쿠커스 주의 위치

쿠커스주(알바니아어: Qarku i Kukësit)는 알바니아 북동부에 위치한 주로 주도는 쿠커스이다. 면적은 2,373km2, 인구는 112,050명(2001년 기준)이다. 북서쪽과 북쪽으로는 몬테네그로와 국경을 접하고 있고 북동쪽과 동쪽으로는 코소보, 남동쪽으로는 북마케도니아와 국경을 접한다. 남쪽으로는 디버르주, 남서쪽으로는 레저주, 서쪽으로는 슈코더르주와 접한다. 알바니아에서 인구가 가장 적은 주이며 3개 현(하스현, 쿠커스현, 트로포여현)을 관할했다.

## 인구
| 연도  | 인구    | ±%     |
| ----- | ------- | ------ |
| 1950  | 62,150  | —      |
| 1960  | 68,136  | +9.6%  |
| 1969  | 90,696  | +33.1% |
| 1979  | 114,325 | +26.1% |
| 1989  | 146,081 | +27.8% |
| 2001  | 111,393 | −23.7% |
| 2011  | 85,292  | −23.4% |
| 2023  | 61,998  | −27.3% |
| 출처: |         |        |

## 하위 구역
- 하스 (지방자치체)
- 트로포여 (지방자치체)
  - 바이람추리 (코뮌)
- 쿠커스 (지방자치체)
  - 쿠커스 (코뮌)

## 같이 보기
- 알바니아의 행정 구역